# Luhito
Der  Luhito ist ein Berg in Osttimor. Er befindet sich an der Grenze zwischen den Aldeias Tasmil (Suco Lontas) und Gildapil (Suco Gildapil). Er hat eine Höhe von 1691 m. Der Berg befindet sich südlich des Berges Tapo, einem der höchsten Berge im Inneren der Gemeinde Bobonaro. Westlich liegen die Gipfel des Lacus und des Zeman.